# Петър Богдан
 Тази статия е за българския католически духовник.  За албанския вижте Петър Богдани.  
Петър Богдан Бакшев (на латински: Petrus Deodatus) е български католически архиепископ, францисканец, книжовник и един от подбудителите на Чипровското въстание. Той написва трактат („За древността на бащината земя и за българските дела“ с оригинално заглавие „De antiquitate Paterni soli et de rebus Bulgaricis“) през 1667 г., който е най-старият запазен писмен труд за българската история. Заслугите на Петър Богдан за народностното пробуждане на българите през XVII в. са значителни. Той е сред основателите на католическата пропаганда по българските земи.

## Биография
Петър Богдан (Деодат) Бакшев е роден през 1601 година в Чипровци в семейство на занаятчии. Богдан е рожденото, а Петър – монашеското му име. Последното му е дадено след постъпването във Францисканския орден – може би по негова молба в чест на първия му учител и благодетел, епископ Петър Солинат. Държал и на първото си име и затова почти винаги се подписвал Петър Богдан.
През 1612 година става послушник във францисканския манастир в Чипровци, където привлича вниманието на епископ Петър Солинат. През 1618 година става монах, след което учи в католическото училище в манастира „Свети Франциск“ в Анкона, Италия. През 1622 г. е ръкоположен за свещеник и е избран за викарий при Петър Солинат. От 1623 година продължава образованието си в Клементинската колегия в Рим, което завършва през 1627 година. След кратък престой в Чипровци епископ Илия Маринов изпраща Петър Богдан да учи отново в Италия до 1630 година. Владее много езици – латински, италиански, гръцки, хърватски, сръбски, руски, влашки, турски.
На събора на Българската католическа кустодия през 1630 г. в Чипровци Петър Богдан бил избран за кустос (религиозен водач във францискански орден). По това време се проявил и като книжовник – превел в Чипровци и отпечатал в Рим през 1638 г. първата си книга. През 1637 година става помощник на Илия Маринов, а след година става главен епископ на Галиполи.
През 1640 година той съставил доклад до папата за състоянието на българските земи. На 17 юли 1641 г. заема мястото на починалия софийски католически епископ Илия Маринов, като същевременно става и апостолически викарий за Влахия и Молдова. През 1642 година успява да издейства Софийската епископия да бъде издигната в архиепископия и тя да ръководи всички католици в България, Влахия и Молдова, ставайки първият софийски католически архиепископ. През същата година отпечатва нова преводна книга с разкази за живота на Богородица – „Благосъкровище небесно“.
Поради нарастване на структурата на католическата църква в България, Петър Богдан прави предложение през 1643 г., Конгрегацията за разпространение на вярата да отдели от Софийската архиепископия земите на Средна и Североизточна България.
Около средата на XVII век сред старите Чипровски благородници постепенно се заражда идеята, католическата вяра да бъде използвана за българската народна идея, тя да бъде призната пред католическия Запад и да бъде превърната в народна институция, на която да бъде основана възстановената българска държава. Така тези идеи представляват и предвестник на българското народно Възраждане. Петър Богдан посещава заедно с епископ Петър Парчевич и Франческо Соймирович редица владетели на държави от Централна Европа с цел да ги подбудят, да създадат християнски съюз срещу османските турци и да предприемат военен поход срещу тях, който да доведе до освобождението на България.
През 1644 година Петър Богдан пътува до влашката столица Търговище и се среща с войводата Матей I Басараб. В края на 1649 година отново е в Търговище, заедно с чипровския кнез Франческо Марканич и други първенци, след което епископ Петър Парчевич е изпратен на дипломатическа мисия в търсене на съюзници срещу Османската империя. През следващата година Петър Богдан е в Италия, където се среща с Парчевич в Анкона. През 1655 година се среща със сръбския патриарх Гаврило I, а по-късно и с православния софийски митрополит Мелетий, който го обвинява пред османските власти в измяна към Османската държава. Петър Богдан е заловен, но успява да избегне наказание с помощта на подкупи.
Петър Богдан очертава етнографските граници на България. През 1640 г. той пише:
„България се нарича днес всичката оная земя, която се зовяла някога Първа, Горна Мизия, част от Долна Мизия, цяла Тракия, с изключение на приморието Калиполско, дето се говори гръцки език, по-голямата част от Македония, цяла Морава, та до Охрид, до пределите на Албания и Гърция, а от Сърбия на изток до Черно море; Дунавът я дели на север от Влашко и Молдова, в старо време наричани Древна Дакия, Прездунавска Дакия и др.“ През 1655 г. дава сведения за град Охрид: „Охрид, български град, описан от Петра, софийски архиепископ. Градът Ахрида се нарича по славянски Охрида или Охрид, разположен при езерото, неричано Лихнидско или на славянски Блато Охридско. Той е бил съграден от император Юстиниан, който го и назовал Юстиниана Първа и свое отечество... Но в наше време той припада на царство България и е неин главен град: и днес всички, които живеят вътре в града (крепостта), са българи“.
Умира в първите дни на септември 1674 година. Погребан е в олтара на построената и осветена от него църква „Света Мария“ в Чипровци.

## Почит
На Петър Богдан са кръстени
- Улица „Петър Богдан“ в София (Карта)
- Улица „Петър Бакшев“ в София (Карта)
- Улици в Чипровци и град Раковски
- Читалища в Чипровци и град Раковски
- Гимназия с преподаване на чужди езици в град Монтана
- Бакшев рид в Антарктика[8][9]

На 3 септември 2018 г. в Чипровци започва строителството на католически параклис, в който ще бъдат положени костите на архиепископ Петър Богдан Бакшев. Той ще бъде построен на историческия хълм, на десетина метра от останките на старата катедрала „Санта Мария“. Планира се да бъде с площ около 30 кв. м. Освен на архиепископ Петър Бакшев, в презвитериума ще бъдат положени костите и на други католически дейци като епископ Илия Маринов и други духовници монаси-францисканци. Костите на монасите са открити при археологически разкопки през 80-те години на миналия век и сега се съхраняват в музея в Чипровци.
Република България се договаря с Ватикана да представи репродукция на преоткритият ръкопис на Петър Богдан „За древността на бащината земя и за българските дела“. Специално от Ватикана на 22 май 2024 година в България пристигна кардинал Леонардо Сандри, почетен префект на Ведомството за източните църкви, който заедно с Апостолическия нунций в България монс. Лучано Суриани и българските епископи - монсеньор Христо Пройков и Страхил Каваленов участват в представяне на ръкописа на българската общност от президента на България Румен Радев.